# Papilio arcturus
Papilio arcturus là một loài bướm thuộc họ Bướm phượng (Papilionidae). 
Loài Papilio arcturus được mô tả năm 1842 bởi Westwood. Loài bướm Papilio arcturus sinh sống ở Ấn Độ.

## Hình ảnh

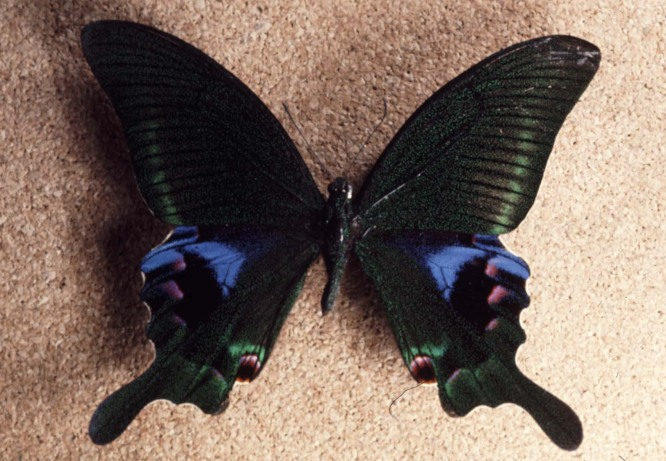
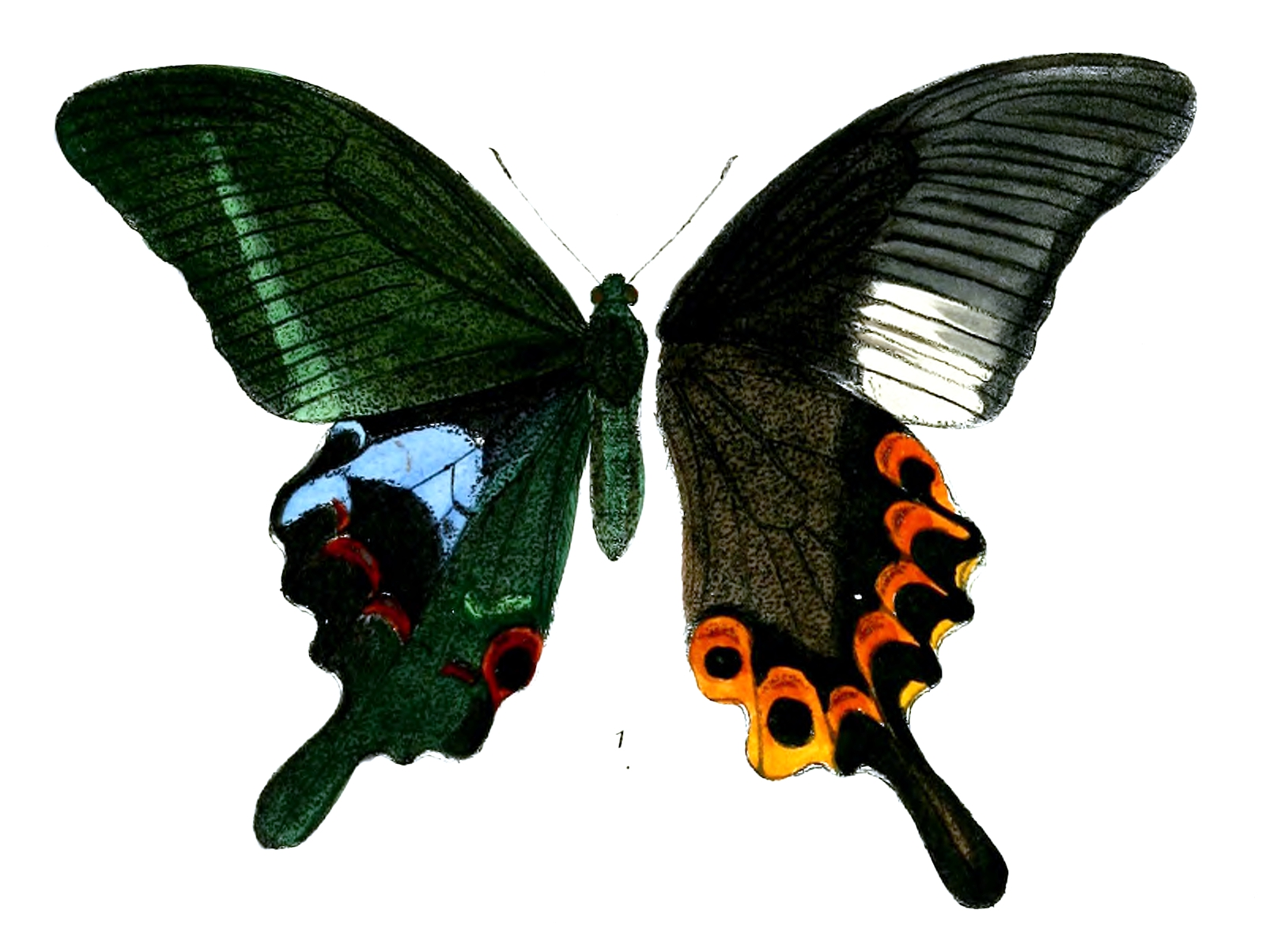
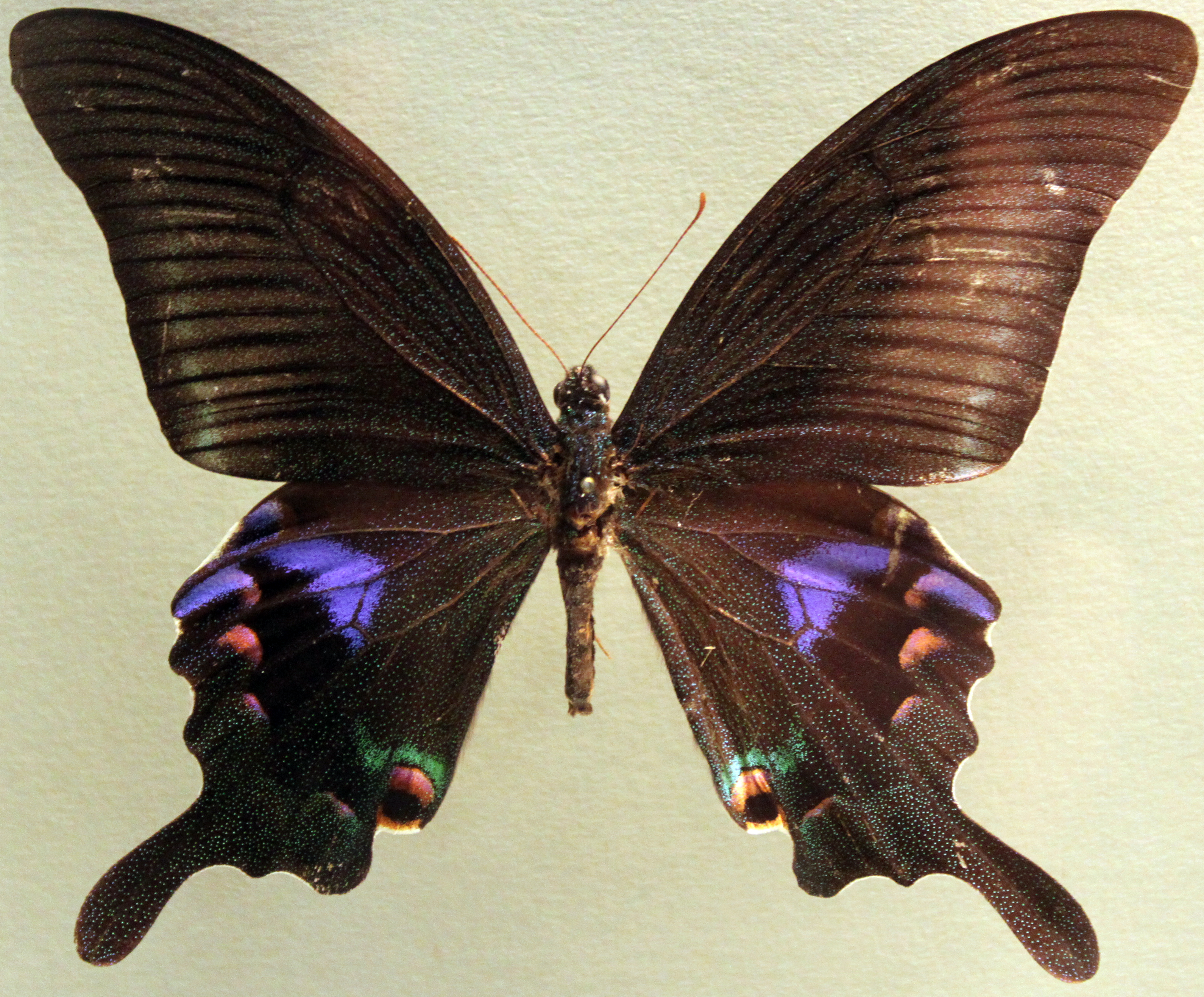
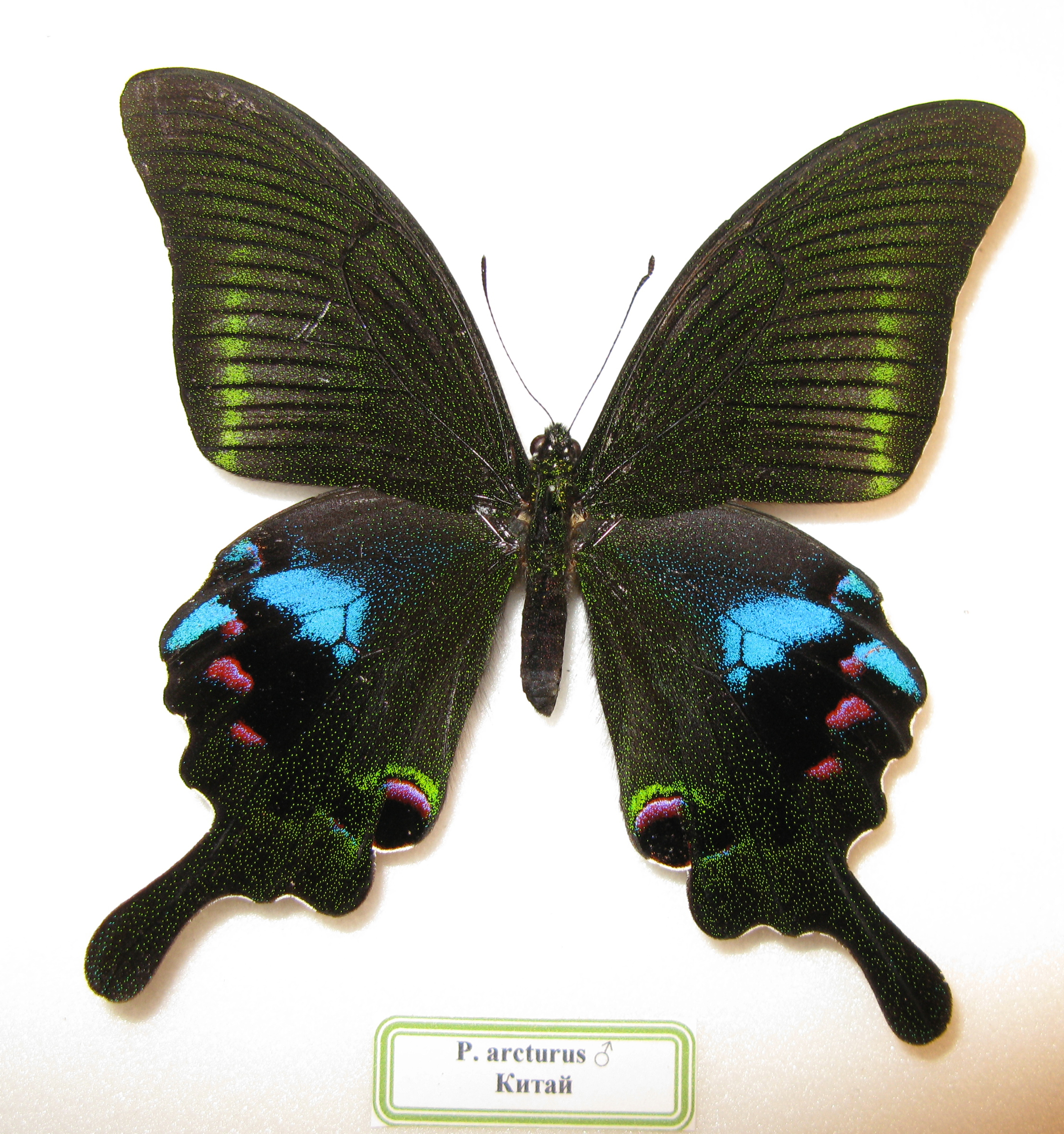